# گل‌آباد، سمرقند
گل‌آباد، سمرقند (به ازبکی: Gulabad) یک منطقهٔ مسکونی در ازبکستان است که در شهرستان سمرقند واقع شده‌است. گل‌آباد ۷۷۹ نفر جمعیت دارد.